# Austrolycopodium fastigiatum
Austrolycopodium fastigiatum är en lummerväxtart som först beskrevs av Robert Brown, och fick sitt nu gällande namn av Josef Holub. Austrolycopodium fastigiatum ingår i släktet Austrolycopodium och familjen lummerväxter. Inga underarter finns listade i Catalogue of Life.